# Léonce de Jérusalem (moine)
Pour les articles homonymes, voir Léonce de Jérusalem.
Léonce de Jérusalem (ou Leontius Hierosolymitanus) est un moine de la première moitié du VIe siècle. Écrivain et théologien, ses ouvrages ont contribué à développer la christologie de Chalcédoine.

## Vie
Léonce de Jérusalem vécut probablement à Jérusalem, comme son nom l’indique, lors du deuxième quart du VIe siècle, l’une des périodes « les plus brillantes de la théologie byzantine » .
Longtemps confondu avec son homonyme Léonce de Byzance, il fut redécouvert par le grand patrologue français Marcel Richard en 1944 . Celui-ci a proposé une identification avec un Léonce, apocrisiaire des moines de Jérusalem.  Mais cela reste peu probable.
Il écrivit entre 538 et 544 à Constantinople sous le règne de l'empereur-théologien Justinien.  Il est peut-être mort des suites de la peste bubonique qui atteint Constantinople en 542  car il laissa inachevé le huitième livre de son Contre Nestorianos'.

## Apports
Un siècle après le concile de Chalcédoine, Léonce explicita la conception sous-jacente à la terminologie du concile (qui n’avait jamais été clairement définie). Pour ce faire, il dut forger de nouveaux concepts et les expliciter. Le savant cardinal Alois Grillmeier étudie ce vocabulaire technique dans la quarantaine de pages qu’il lui a consacré dans sa magistrale christologie .
En explicitant le concile de Chalcédoine face aux monophysites sévériens, il parvint ainsi à unifier les deux christologies différentes des conciles d’Ephèse et de Chalcédoine, fondant ainsi les bases de toute la christologie ultérieure. 
Étudiant de près l’union selon l’hypostase, celui lui permit de découvrir la chair déifiée du Christ, qui est proprement l’humanité du Fils. 

## Œuvres
Les écrits qu’il nous a laissés font de lui un très grand théologien de l’Incarnation, probablement le plus génial des christologues byzantins. 
- Contre les Monophysites (composés du Témoignages des Saints et des 63 Apories) PG 86,1769-1901 – écrit de jeunesse
- Contre les Nestoriens (initialement prévu en 8 livres, il ne nous en est parvenu que 7)., PG 86,1401-1769 – écrit de maturité

L’édition de Migne (PG 1401-1901) est une reproduction de celle du cardinal Angelo Mai, fondée sur une copie du XVe siècle du manuscrit Marciana gr.069 (XIIIe siècle).
Contre les Monophysites contient le plus long florilège diphysite du VIe siècle.

### Écrits
- CPG 6917, Contre les Monophysites, traduit en anglais américain par Patrick T.R. Gray qui en a réalisé l'édition critique sous le titre Against the Monophysites. Une traduction approximative en français est disponible en ligne.
  - (en) Léonce de Jérusalem et Patrick T. R. Gray (Éditeur scientifique) (trad. du grec ancien), Against the Monophysites : Testimonies of the saints and Aporiae [« Μαρτυρίαι τῶν ἁγίων »], Oxford, Oxford University Press, coll. « Oxford early Christian texts »,‎ 2006, IX-245 p., 24 cm (ISBN 0-19-926644-1 et 978-0-19-926644-9, EAN 9780199266449, OCLC 191691784, BNF 42061662, SUDOC 111319218, présentation en ligne)
- CPG 6918, Contre les Nestoriens, dont aucune édition critique ni traduction n'existe à ce jour.

### Études
- Marcel Richard : Mélange de sciences religieuses n°1, 1944
- Alois Grillmeier, Le Christ dans la tradition chrétienne II-2 (Constantinople), 40 pages
- (en) K.W. Wesche, The defense of Chalcedon in the 6th century: the doctrine of hypostasis and deification in the christology of Leontius of Jerusalem : thèse américaine où se trouve une traduction de nombreux extraits du Contre les Nestoriens.